# The Mystery of the Old Mill
The Mystery of the Old Mill è un cortometraggio muto del 1914 diretto e interpretato da H.O. Martinek.
Fu l'ultimo film della breve carriera cinematografica di Irene Vernon durata solo due anni, dal 1912 al 1914.

## Produzione
Il film fu prodotto dalla Big Ben Films-Union.

## Distribuzione
Distribuito dalla Pathé Pictures International, il film - un cortometraggio in tre bobine - uscì nelle sale cinematografiche britanniche nel marzo 1914.